# Hypoxylon lenormandii
Hypoxylon lenormandii är en svampart som beskrevs av Berk. & M.A. Curtis 1868. Hypoxylon lenormandii ingår i släktet Hypoxylon och familjen kolkärnsvampar.   Inga underarter finns listade i Catalogue of Life.
Arten är uppkallad efter den franske botanikern Sébastien René Lenormand.